# Evelyn Nwabuoku
Evelyn Nwabuoku, född den 14 november 1985, är en nigeriansk fotbollsspelare (mittfältare) som spelar för Guingamp och det nigerianska landslaget. Hon har varit en del av landslagstruppen under både VM i Kanada år 2015 och VM i Frankrike år 2019.